# 846 Ліпперта
846 Ліпперта (846 Lipperta) — астероїд головного поясу, відкритий 26 листопада 1916 року.
Період обертання (навколо своєї осі) — 1641 години. Однак ця оцінка базується на неповному спостереженні за циклом і може відрізнятися від реального до 30%. Відсутність змін у яскравості може бути спричинена: а) дуже повільним обертанням; б) кутом зору на полюс; в) сферичним тілом з майже сталим альбедо.
Тіссеранів параметр щодо Юпітера — 3,188.